# Aglia subcaecanigerrima
Aglia subcaecanigerrima är en fjärilsart som beskrevs av Standfuss 1910. Aglia subcaecanigerrima ingår i släktet Aglia och familjen påfågelsspinnare. Inga underarter finns listade i Catalogue of Life.